# Un final perfecto (Red 1-2-3)
Un final perfecto (Red 1-2-3) es una novela escrita por John Katzenbach y publicada en el 2012. El libro narra la historia de tres mujeres pelirrojas que son el objetivo de un asesino que busca ser famoso.“Un thriller sobre la lucha a muerte entre un refinado psicópata y sus tres víctimas”.

## Argumento
"Apenas unos kilómetros de distancia separan a tres mujeres que no se conocen entre sí. La Pelirroja Uno es una doctora soltera de cerca de cincuenta años; la Pelirroja Dos una profesora de escuela en la treintena y la Pelirroja Tres una estudiante de diecisiete años.
Las tres son vulnerables. Las tres son el objetivo de un psicópata obsesionado por demostrar al mundo quién es él en realidad. Ahora que se acerca al final de su vida, necesita llevar a cabo su obra de arte final. Crímenes que serán estudiados en las universidades, de los que se hablará durante décadas. Crímenes perfectos.
El asesino les dice a las tres mujeres que va a matarlas. No saben cuándo ni cómo ni dónde. Sólo saben que él está ahí fuera, cada vez más cerca. Que lo sabe todo sobre ellas. Que las ha seguido durante meses. Y que ahora va a comenzar un terrible acoso psicológico que las empujará paso a paso hacia la muerte.
Como si nadaran entre tiburones, no saben si el peligro está delante o detrás de ellas, si está cerca, si está lejos, si deben seguir nadando o si es mejor quedarse quietas, si deben unirse o actuar por separado... Sólo tienen dos salidas: esconderse y esperar, o luchar e intentar ser más listas que su depredador.
¿Conseguirán las tres mujeres cambiar el final del cuento, o serán devoradas por su peor pesadilla?" 

### Personajes principales

#### Lobo Feroz
Escritor y periodista conocido por novelas basadas en asesinatos reales. Él tiene la intención de ser recordado, ansía ser famoso antes de morir, y como el lobo feroz en busca de la caperucita roja, planea encontrar a cada una de las pelirrojas para su última gran pieza.

#### Pelirroja uno - Karen Jayson
Doctora cercana a los cincuenta años que trabaja en una unidad geriátrica. Tiene la costumbre de fumar en el estacionamiento después de ver morir a una persona. Vive en una comunidad rural, es divorciada, tiene dos gatos y vive sola

#### Pelirroja Dos - Sarah Locksley
Maestra de secundaria hasta la muerte de su esposo e hija en un accidente automovilístico. Abandonó su trabajo, su vida social y el alcohol y las drogas son su compañía. 

#### Pelirroja Tres - Jordan Ellis
Adolescente de clase alta de diecisiete años que asiste a un instituto privado. Tras el divorcio de sus padres, pierde su popularidad y su rendimiento académico.